# Agda
Agda - вільна функціональна мова програмування створена 2007 року, під впливом Coq, Epigram та Haskell.